# Килтиклохер

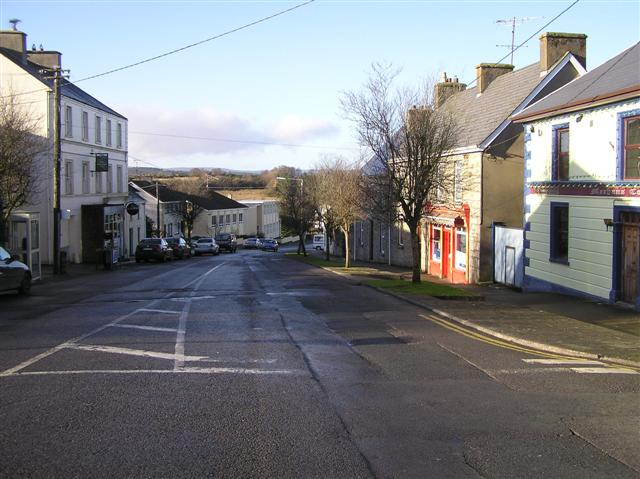

Килтиклохер (англ. Kiltyclogher; ирл. Coillte Clochair) — деревня в Ирландии, находится в графстве Литрим (провинция Коннахт).
Население — 254 человека (по переписи 2002 года).